# Nowy Dwór Gdański
Nowy Dwór Gdański (niem. Tiegenhof) – miasto w województwie pomorskim, siedziba powiatu nowodworskiego oraz gminy miejsko-wiejskiej Nowy Dwór Gdański, położone nad Tugą w centralnej części Żuław Wiślanych.

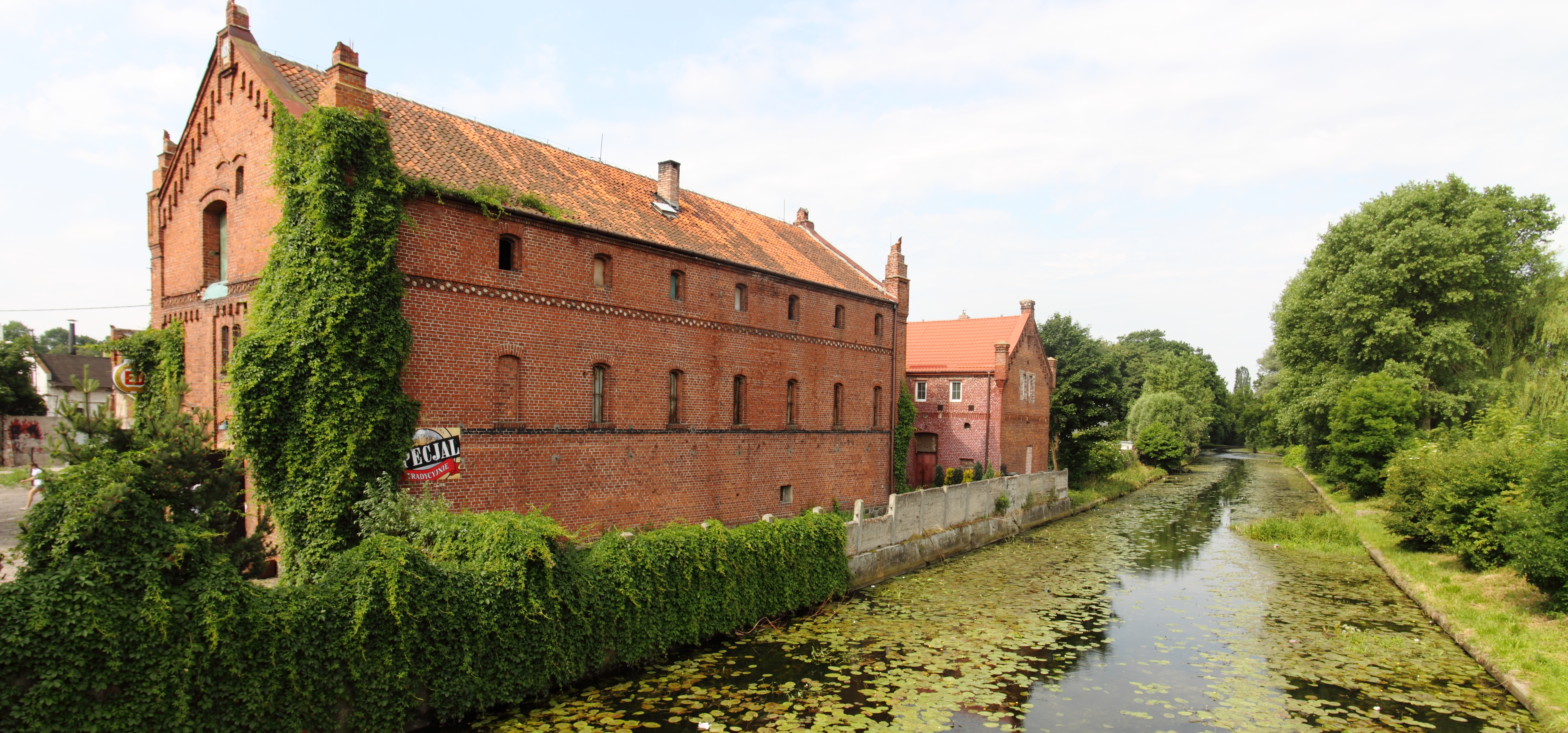
Dawny spichlerz

W latach 1975–1998 miasto administracyjnie należało do województwa elbląskiego.
Według danych GUS z 30 czerwca 2021 r., Nowy Dwór Gdański liczył 9813 mieszkańców i był pod względem liczby ludności 24. miastem w województwie pomorskim.

## Nazwa miasta
Wcześniejsze nazwy to: Nowy Dwór oraz w jęz. niem. Weihershof (wywodząca się od okolicznych terenów podmokłych) i niem. Tiegenhof (wywodząca się od rzeki Tugi).

## Historia

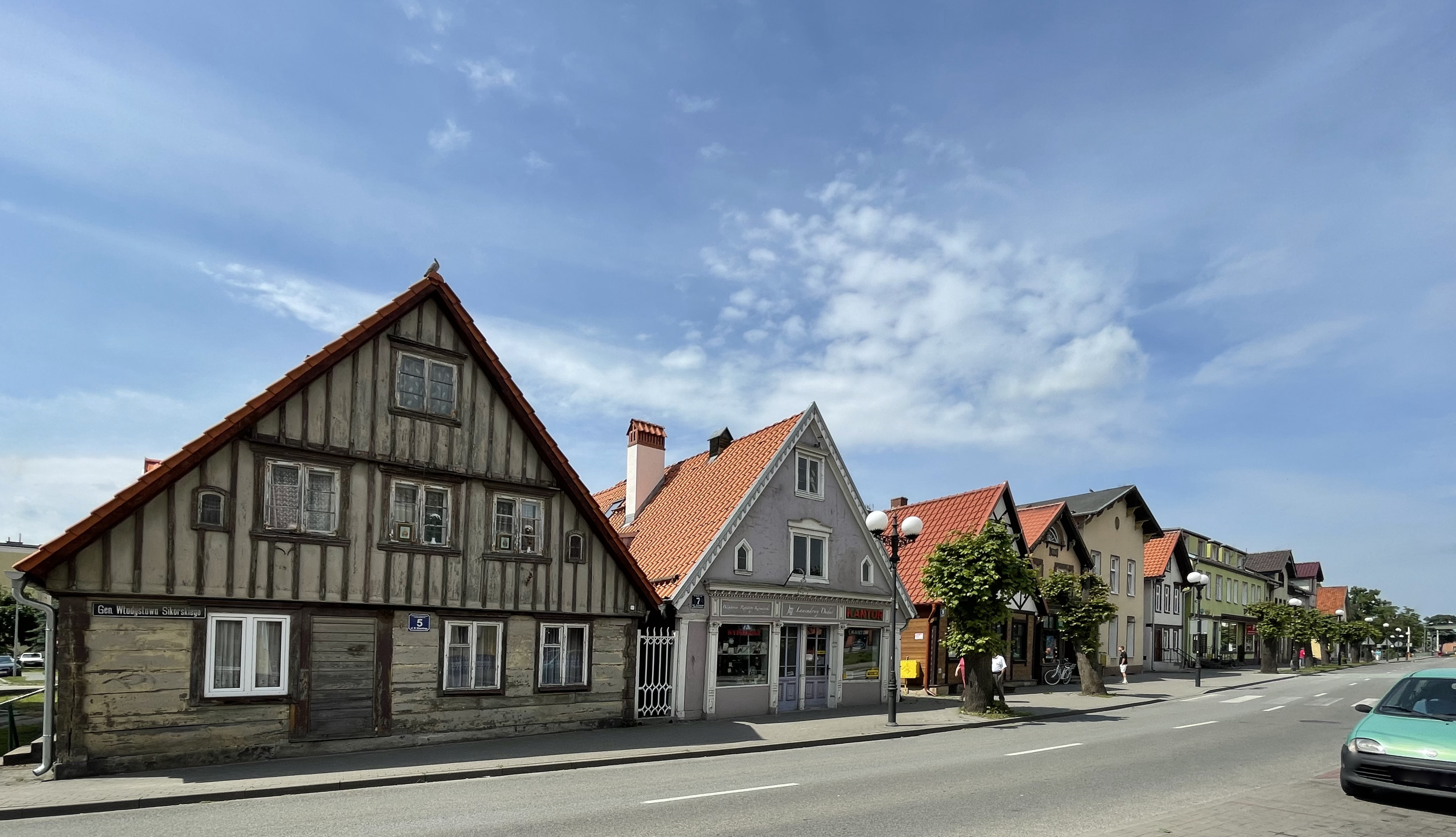
Ulica Sikorskiego

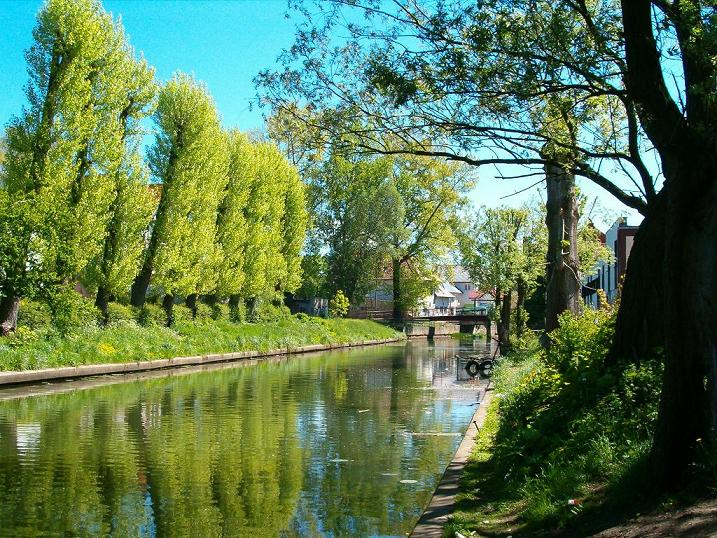
Tuga przepływająca przez miasto

### Dzieje do czasu rozbiorów Polski
Teren późniejszego miasta należał we wczesnym średniowieczu do księstwa pomorskiego. Po śmierci Mściwoja II ziemie te przyłączono  do Polski. W latach 1282–1466 we władaniu państwa krzyżackiego. Na mocy pokoju toruńskiego od 1466 Żuławy wraz z Pomorzem Gdańskim zostały przyłączone do Królestwa Polskiego w ramach Prus Królewskich. Żuławskie tereny będące królewszczyzną zostały wydzierżawione rodzinie Falkenbergów, dzięki której staraniom obszar dzierżawy uległ powiększeniu i w 1515 r. wyodrębniono oddzielną od ekonomii malborskiej – ekonomię nowodworską. Po Falkenbergach ekonomię dzierżawili: Loitzowie, Wejherowie herbu Skarzyna, Jacobsenowie, Krzysztof Gembicki, a po 1680 r. była własnością króla Jana III Sobieskiego, po nim jego synów – Jakuba i Konstantego, a następnie Marii Antoniny Zamoyskiej. W 1548 Michael Loitz przeniósł siedzibę swojej rodziny z Gdańska na Żuławy i nad Tugą postawił dwór, przebudowany następnie na zamek. Loitz sprowadził też osadników z Niderlandów – mennonitów, którzy przyczynili się do osuszenia i zagospodarowania regionu.
W 1660 Melchior Wejher po przeciwnej stronie zamku wytyczył nową ulicę (dzisiejsza ulica Wejhera), która staje się zaczątkiem nowej osady o charakterze rzemieślniczym. Miejsce to stało się wkrótce centrum handlowo–rzemieślniczym na Żuławach Północnych, z dwoma młynami i gorzelnią. Niezależnie rozwijała się też osada przyzamkowa, która w 1645 roku otrzymała prawo prowadzenia własnej działalności rzemieślniczej. Spokój ośrodka przerywały powodzie, z którymi jednak nauczono się walczyć. Więcej nieszczęść przyniosły wojny ze Szwecją w XVII w., a szczególnie okres wojny północnej, kiedy to stacjonujący w Malborku (1704-1715) garnizon szwedzki grabił i gnębił okolicę licznymi kontrybucjami. Nawet wojna siedmioletnia (1756-1763), podczas której Rzeczpospolita była formalnie neutralna, nie ominęła Żuław, które padły ofiarą grabieży zarówno przez wojska rosyjskie, jak i szwedzkie.

### Okres w zaborze pruskim
W wyniku I rozbioru Polski Żuławy weszły w skład Prus. Niszczejący zamek nowodworski został przekazany przez króla Fryderyka II miejscowym luteranom i w jednej z sal utworzono kaplicę ewangelicką (1784). Miejsce to okazało się jednak niewystarczające i w latach 1831–1834 na piwnicach rozebranego zamku wybudowano nową świątynię. W latach 1847–1851 wybudowano kościół katolicki. Po niekorzystnym dla regionu okresie wojen napoleońskich (1807-1813), kiedy to na Żuławach stacjonowały wojska francuskie, Nowy Dwór zaczął się dynamicznie rozwijać się, dzięki czemu w 1824 r. przeniesiono tu z pobliskiego Nowego Stawu pruski Sąd Królewski, w 1859 nadano mu prawa osady targowej (1859). Najważniejszym wydarzeniem było nadanie przez cesarza Wilhelma I praw miejskich w 1880. W miasteczku znajdowały się browary, tkalnia lnu, wytwórnia tytoniu, garbarnia, fabryka mydeł, cukrownia (od 1881). Wizytówką miasta była jednak produkowana od 1776 roku przez rodzinę Stobbe słynna wódka jałowcowa Stobbes Machandel. W 1886 miasteczko uzyskało połączenie kolejowe z Szymankowem, skąd można było się udać do Berlina i Królewca. Ogromne znaczenie miało otwarcie linii kolei wąskotorowej (pierwszy odcinek 1891 r.) stale rozbudowywanej do lat dwudziestych XX w. Dzięki wybrukowaniu ulic i przyłączeniu budynków do sieci wodociągowej i energetycznej, miasto stało się schludnym, nowoczesnym ośrodkiem.

### Czasy Wolnego Miasta Gdańska i II wojny światowej
Po I wojnie światowej w wyniku traktatu wersalskiego 10 stycznia 1920 Nowy Dwór został włączony do Wolnego Miasta Gdańska i zyskał rangę stolicy powiatu Żuławy Wielkie. W miasteczku otwarto polską placówkę celną kontrolującą odcinek granicy z Prusami Wschodnimi. W zasięgu polskiej administracji znajdowała się też kolej.
W 1935 w mieście powstało schronisko młodzieżowe, zbudowane na wzór żuławskich domów podcieniowych.
1 września 1939 roku Nowy Dwór włączono w granice III Rzeszy, aresztowano też polskich celników. W okresie II wojny światowej toczyło się pozornie normalne życie, jednak z dworca nowodworskiej kolejki odjeżdżały transporty do obozu koncentracyjnego Stutthof (Sztutowo; tablica pamiątkowa na dworcu kolei wąskotorowej). Ponadto więźniowie wykorzystywani byli do prac na kolei (Außenkommando Kleinbahn Tiegenhof), a także w cegielni i browarze.

### Dzieje powojenne
11 marca 1945 roku miasteczko zostało zajęte przez wojska radzieckie 48 armii II Frontu Białoruskiego i przekazane Polsce (stanowiło część województwa pomorskiego). W wyniku działań wojennych i zalania Żuław przez wycofujące się oddziały niemieckie Nowy Dwór poniósł ogromne straty. Rdzenni mieszkańcy musieli opuścić Żuławy, stopniowo zastępowani przez polskich osadników z różnych części Polski. Miasto w początkowym okresie odcięte od świata, pozbawione wody i prądu, plądrowane przez rzesze szabrowników, odradzało się. W 1948 zakończyła się akcja osuszania.
W 1950 r. otwarto pierwszy w Polsce Dom Kultury
W latach 1954–1975 Nowy Dwór Gdański był stolicą powiatu. Reforma administracyjna z 1999 ponownie uczyniła miasto stolicą powiatu.

## Rozwój terytorialny miasta

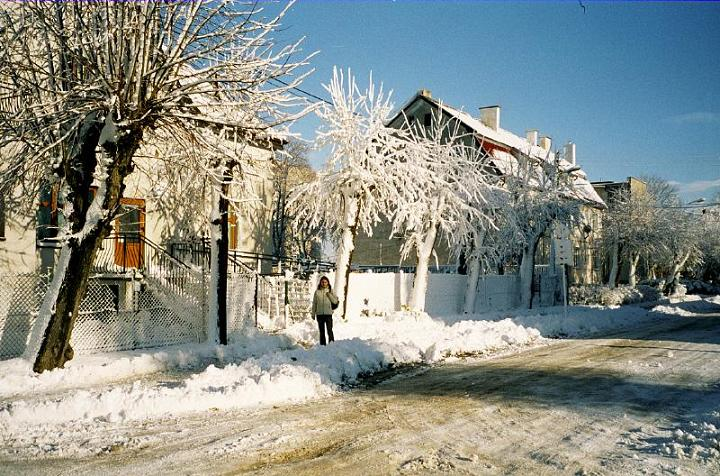
Ulica Dworcowa

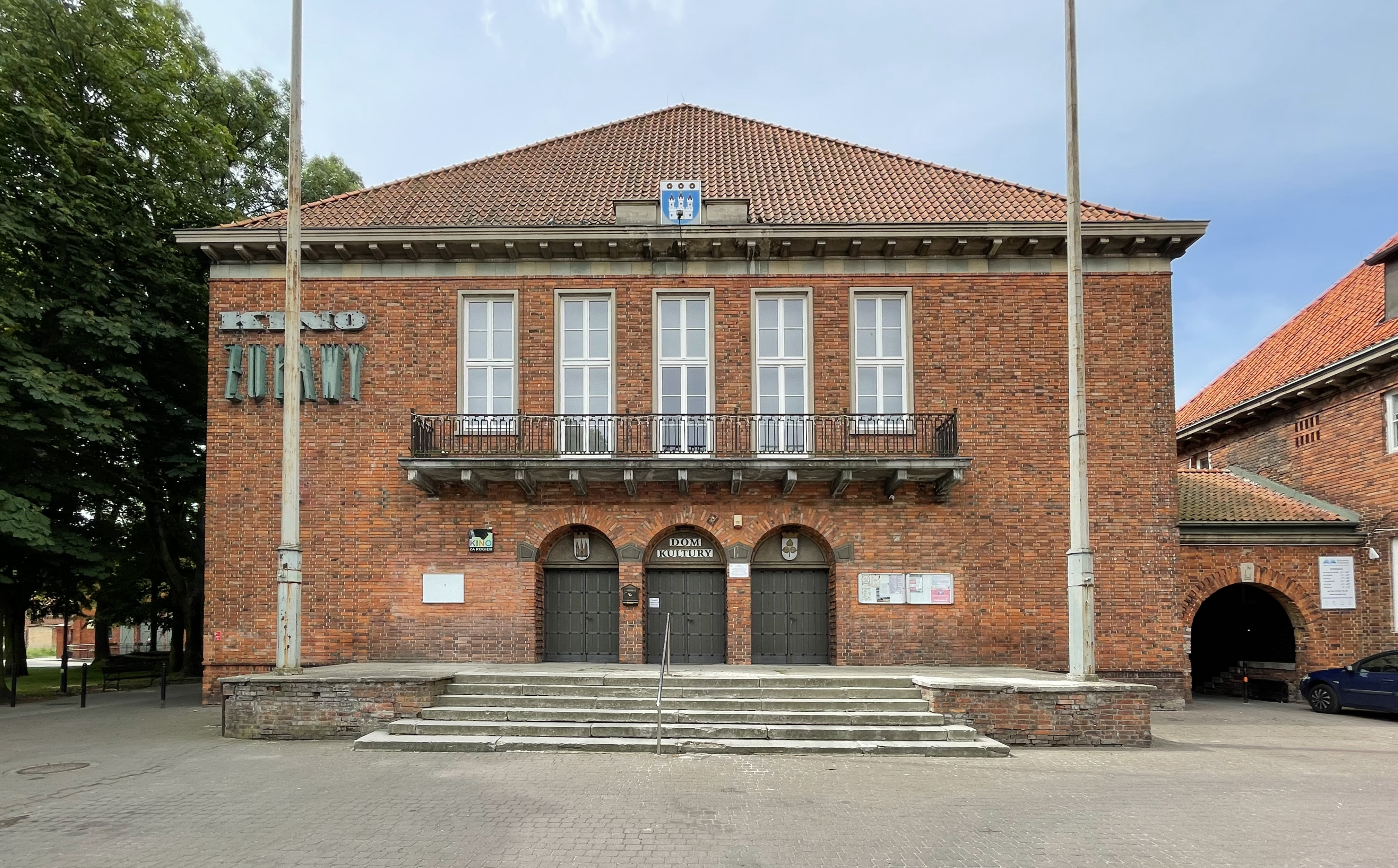
Budynek administracyjny (1935), obecnie Dom Kultury

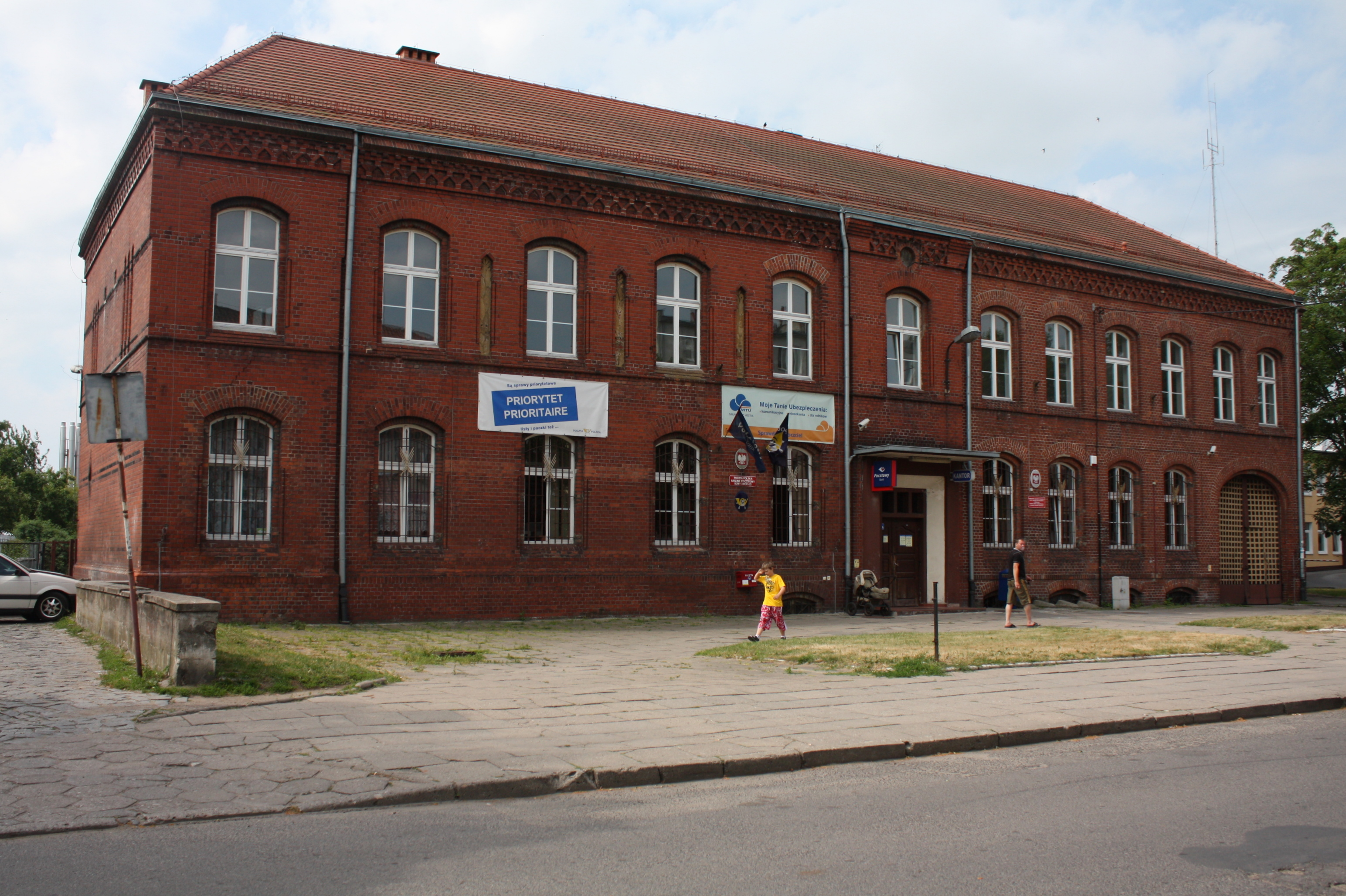
Urząd pocztowy

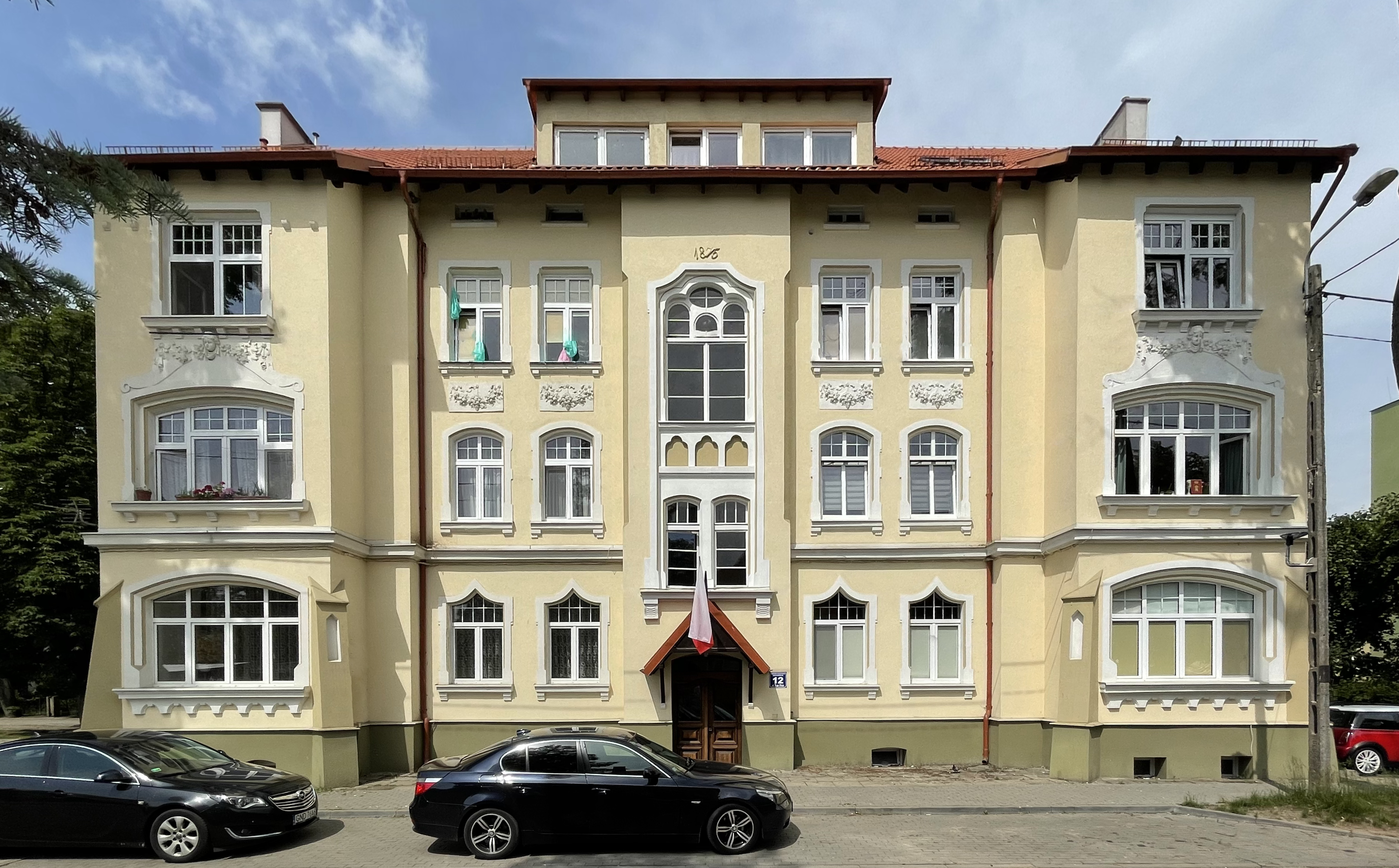
Kamienica przy ul. 3 Maja

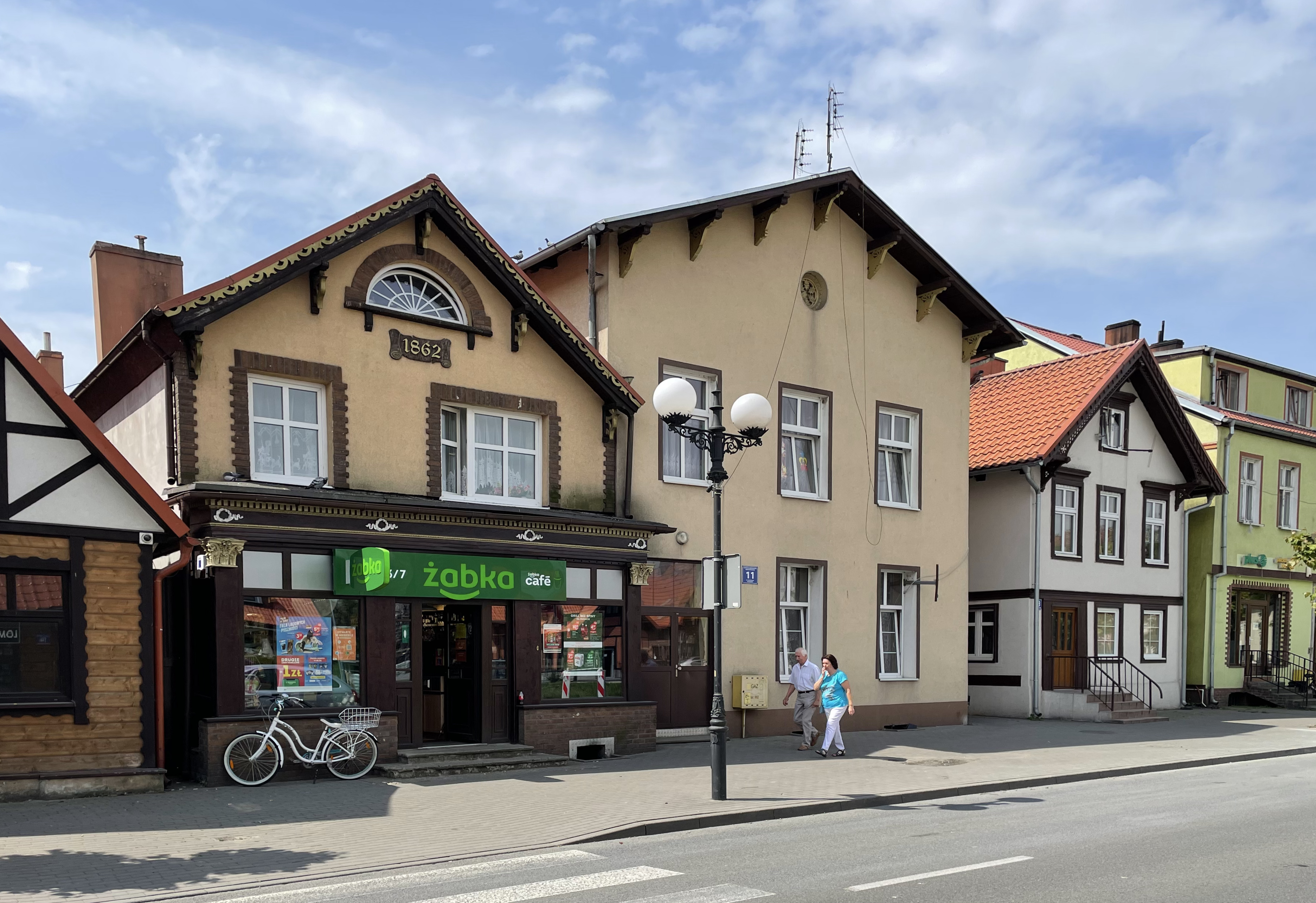
Ulica Sikorskiego

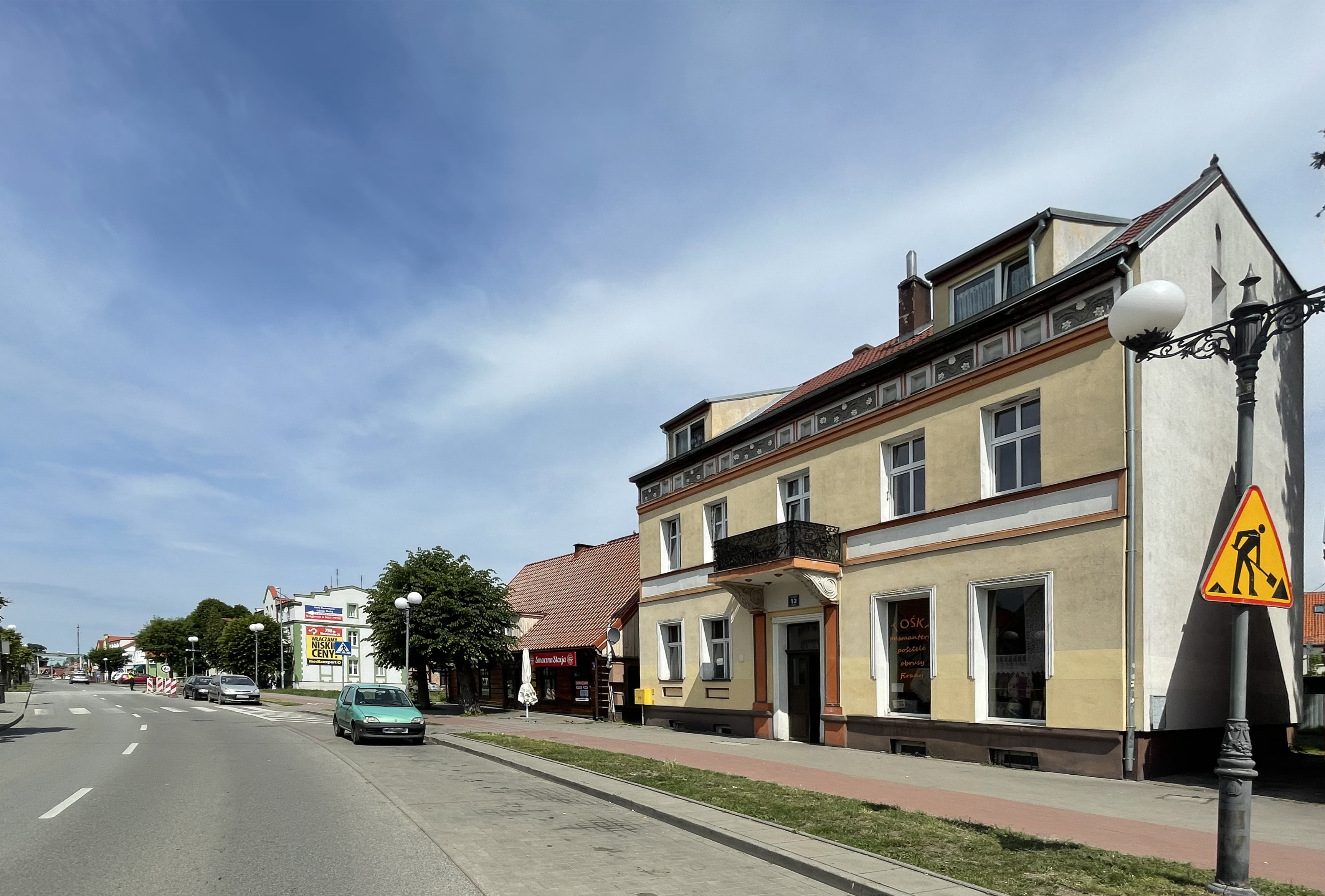
Ulica Sikorskiego

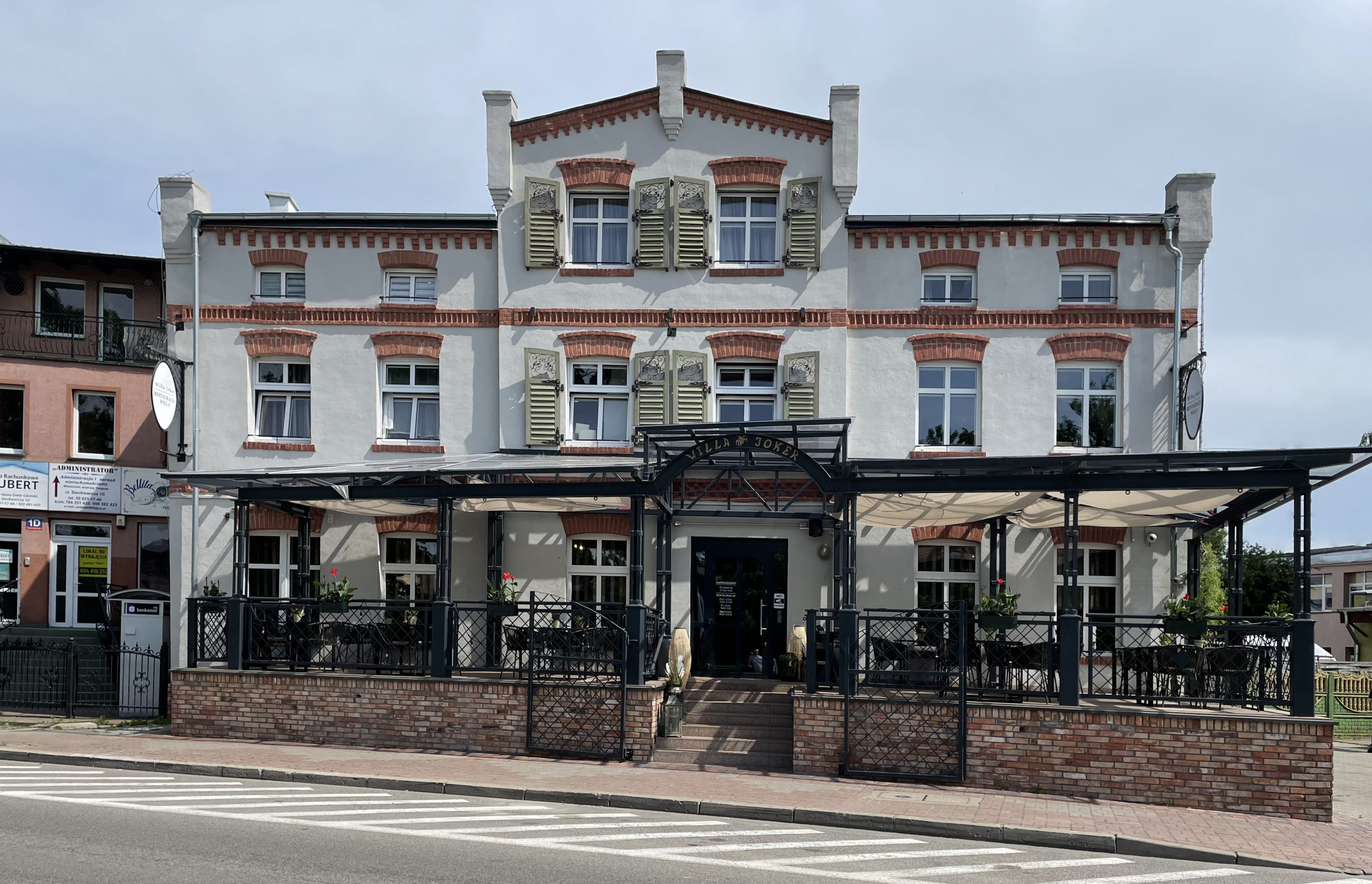
Restauracja/ hotel przy ulicy Sienkiewicza

Jeżeli za początek istnienia Nowego Dworu Gdańskiego przyjmiemy przybycie rodziny Loitzów i wybudowanie w miejscu dzisiejszego boiska szkolnego w pobliżu drewnianej kładki (lewa strona rzeki, teren zwany Schloßgrund) ich siedziby (dworu, następnie przebudowanego na zamek) w 1548 roku, to okazuje się, że to miejsce można nazwać zalążkiem dzisiejszego miasta. Dwór Loitzów niegdyś położony był na wyspie, a osadnicy w jego pobliżu budowali swoje domy. W 1660 roku pułkownik Ernest Wejher wytyczył nową ulicę Marktstraße (dziś Wejhera). Warto wspomnieć, że dzisiejsza ulica Wejhera była oddzielną, niezależnie rozwijającą się osadą handlowo-rzemieślniczą.
W 1772 roku Tiegenhof liczył 1096 mieszkańców. W tym roku odnotowano także 6 następnych ulic i osiedli:
- Vorhofstraße (Sikorskiego)[7]
- Langgarten[8]
- Hinterhofstraße[9]
- Neugarten[10]
- Roßgarten (Kopernika)[11]
- Ziegelhof (pl. Wolności)[12]

Wszystkie ulice były skierowane ku Marktstraße, przemysłowemu centrum miasta.
W ten sposób zagospodarowana została wschodnia pętla rzeki Tugi.
Pierwszego kwietnia 1881 roku Tiegenhof stał się pełnoprawnym miastem i po 1918 roku zaczął się rozwijać na obszarze pomiędzy rzeką a torami kolejowymi, wytyczono ulice:
- Stobbe Straße (Dąbrowskiego) – nazwaną ku czci producenta sławnej Stobbes Machandel,
- Badowskistraße (Kościuszki) – ku czci pana Badowskiego, który przekazał znaczną sumę pieniędzy na rzecz miasta.

Do początku II wojny światowej w granicach Nowego Dworu Gdańskiego znalazło się wiele niegdyś odrębnych miejscowości (nie posiadają polskich nazw).
Dziś większość nowodworzan nie jest świadomych, że ulica Wałowa w przeszłości była niezależną osadą Siebenhuben z własnym folwarkiem.
A miejscowość Petershagenfeld dziś nazywana jest ulicą Kochanowskiego. Na południu miasta przyłączono część wsi Rückenau (Rychnowy). Największym zaskoczeniem może okazać się to, że skrzyżowanie ulic Morskiej, Portowej i Kanałowej było centrum dużej wsi Platenhof, w której prosperowała strzelnica (dzisiejszy lokal gastronomiczny i sklepy odzieżowe), a także port, znajdujący się przy ujściu żeglownego kanału łączącego Tugę z Linawą (tzw. Kanał Wiślano-Zalewowy, niem. Weichsel-Haff-Kanal; dziś w tym miejscu znajduje się ulica Kanałowa). Kanał ten zbudowano w połowie XIX wieku z powodu zapiaszczenia Szkarpawy. Łączył on śluzę Rotebude (Stróża) poprzez Linawę i Müllerlandkanal z Tugą i przestał istnieć w 1895 po wybudowaniu Przekopu Wisły.

## Ludność
Wykres liczby ludności miasta na przestrzeni ostatnich 3 stuleci

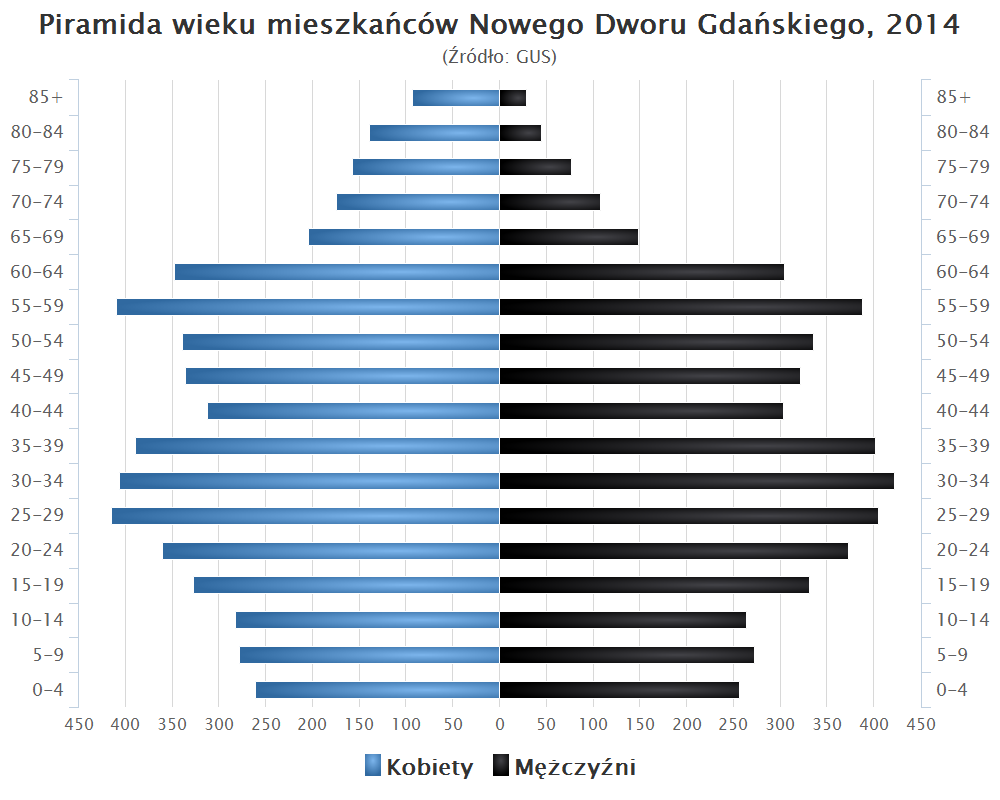
Piramida wieku mieszkańców Nowego Dworu Gdańskiego w 2014 roku

¹Patrz przypis.
²Patrz przypis.

## Zabytki
- neogotycki katolicki kościół Przemienienia Pańskiego z 1851
- spichrz nad Tugą z 1878 r.
- dom byłej parafii ewangelickiej (ul. B. Chrobrego 6), obok którego stał nieistniejący już kościół ewangelicki na fundamentach dawnego zamku Loitzów z XVI w.
- charakterystyczne dla regionu parterowe budynki (XIX w.) ustawione szczytem do ulicy m.in. przy ul. Sikorskiego
- zespół dawnego browaru z XIX w.
- wieża ciśnień z 1909 – jedna z pierwszych budowli w Europie o konstrukcji żelbetowej
- most zwodzony z 1936 o konstrukcji stalowo-betonowej
- Żuławski Dom Kultury – zbudowany w latach 1935–1937 jako kompleks kulturalno-rozrywkowy (Volksgemeinschaftshaus), obejmujący salę kinowo-teatralną, restaurację i salę bankietową; w 1945 fragment dachu został uszkodzony przez bombę, jednakże znacznie większe szkody poniosło wyposażenie, w dużej części zrabowane lub zdewastowane. Od 1998 w rejestrze zabytków.

Przy ul. Kopernika 17 siedzibę ma Żuławski Park Historyczny, którego częścią jest Muzeum Żuławskie.

## Transport

### Drogi
Obrzeżami miasta przebiegają dwie ważne drogi:
- Droga krajowa nr 7 łącząca Gdańsk z Krakowem przez Warszawę, aktualnie w trakcie przebudowy na drogę ekspresową S7 (odcinek Koszwały – Kazimierzowo). Standard ten obwodnica miasta uzyskała już podczas wcześniejszych modernizacji „krajowej 7" wraz z węzłem Nowy Dwór Gdański,
- Droga wojewódzka nr 502 łącząca Nowy Dwór Gdański ze Stegną, stanowiąca jeden z dwóch dojazdów na Mierzeję Wiślaną

### Kolej

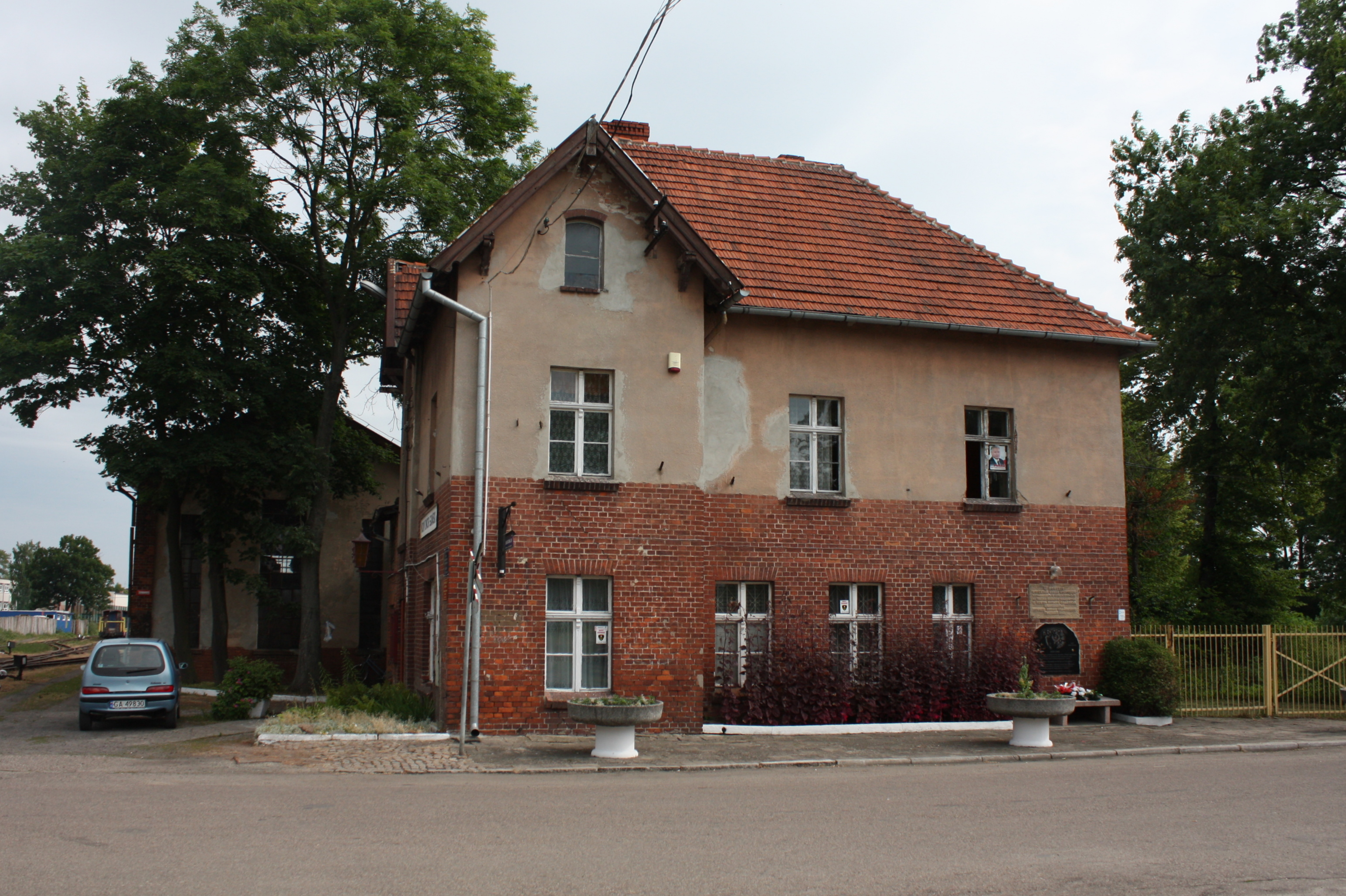
Nowy Dwór Gdański Wąskotorowy

Miasto leży na szlaku Żuławskiej Kolei Dojazdowej, której lokomotywownia znajduje się w Nowym Dworze Gdańskim. W sezonie letnim kolejka jeździ na szlaku Nowy Dwór Gdański Wąskotorowy – Stegna Gdańska i dalej ze Stegny do Sztutowa i Mikoszewa.
Do miasta dociera też linia kolejowa nr 256 z Szymankowa k. Malborka, po której do 2014 odbywał się ruch towarowy i sezonowy ruch pasażerski, funkcjonujący od sezonu letniego w 2010 r., kiedy to Arriva PCC wraz z PTMKŻ (operatorem ŻKD) uruchamiała „Wakacyjny Pociąg nad Morze” i „Wakacyjny Pociąg na Zamek” na trasie: Grudziądz – Kwidzyn – Malbork – Nowy Staw – Nowy Dwór Gdański, Nowy Dwór Gdański Wąskotorowy – Stegna Gdańska. W Nowym Dworze Gdańskim następowała przesiadka z wagonów Arrivy poruszających się po torach o szerokości 1435 mm do wagonów ŻKD, które poruszają się po torach o szerokości 750 mm.

### Lotnictwo
Około 16 km na północ od miasta znajduje się prywatne, wielofunkcyjne lądowisko Stegna.

## Wspólnoty wyznaniowe
Większość mieszkańców Nowego Dworu Gdańskiego stanowią wierni Kościoła katolickiego. Na terenie miasta działalność religijną prowadzą następujące Kościoły i związki wyznaniowe:
- Kościół rzymskokatolicki:
  - parafia Niepokalanego Serca Maryi
  - parafia Przemienia Pańskiego

- Świadkowie Jehowy
  - zbór Nowy Dwór Gdański-Południe
  - zbór Nowy Dwór Gdański-Północ (Sala Królestwa ul. Chrobrego 5)[16].
- Kościół Chrześcijan Baptystów w RP:
  - placówka w Nowym Dworze Gdańskim
- Kościół Zielonoświątkowego:
  - zbór

## Współpraca międzynarodowa

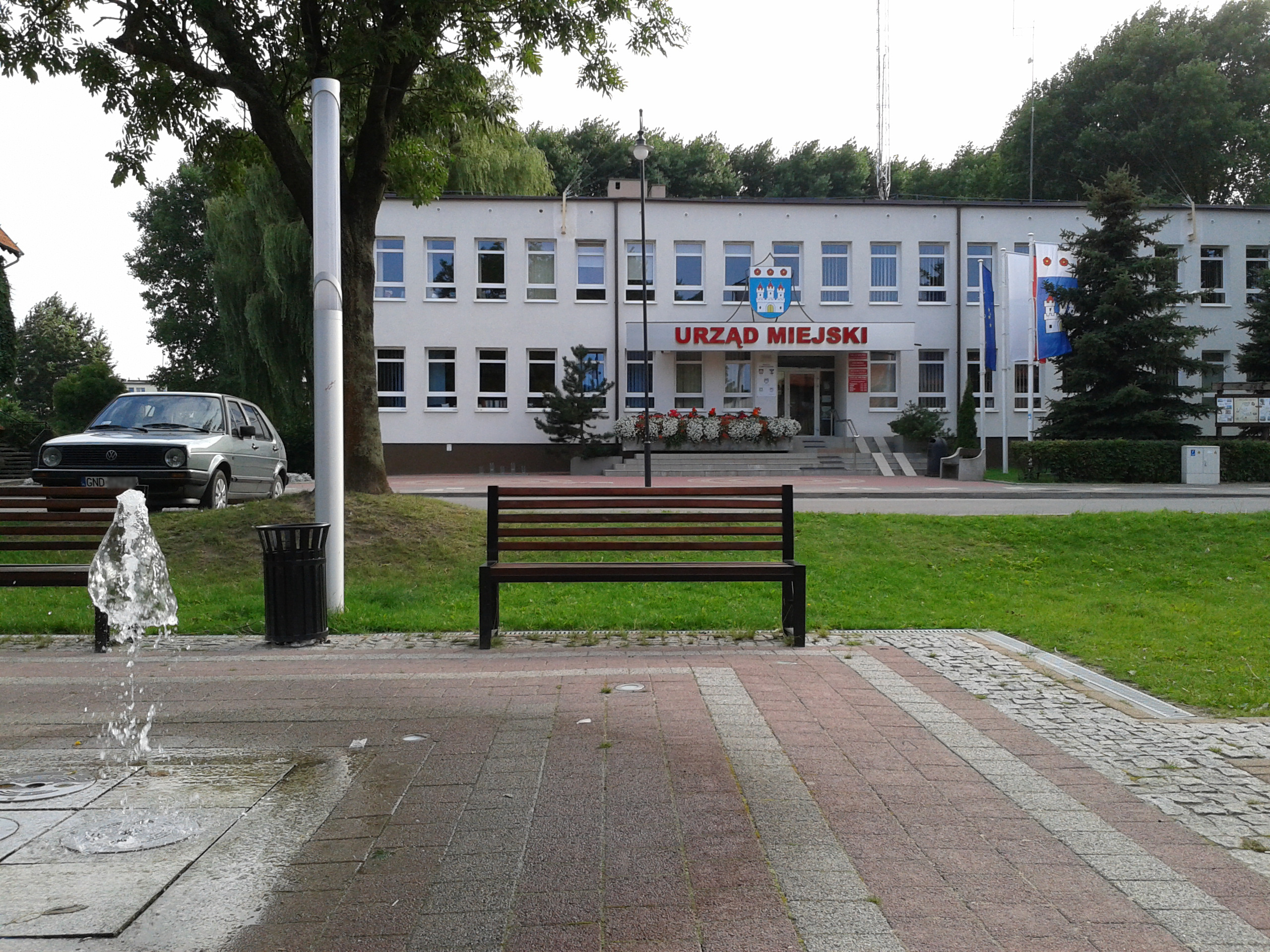
Urząd Miejski

Miasta i gminy partnerskie:
- Hennef
- Sarny
- Velká nad Veličkou